# Peter Bolliger
Peter Bolliger   (Basilea, 18 de maig de 1937 - 18 de març de 2024) va ser un remer suís que va competir durant la dècada del 1960.
El 1964 va prendre part en els Jocs Olímpics d'Estiu als Jocs de Tòquio, on fou setè en la prova del quatre sense timoner del programa de rem. Quatre anys més tard, als Jocs de Ciutat de Mèxic, guanyà la medalla de bronze en la prova del quatre amb timoner. Formà equip amb Denis Oswald, Hugo Waser, Jakob Grob i Gottlieb Fröhlich.
En el seu palmarès també destaquen dues medalles de bronze al Campionat d'Europa de rem, el 1965 i 1969, així com catorze títols nacionals.